# Reserve (Truppenführung)
Die Reserve im Sinne der Truppenführung bezeichnet beim Militär Truppenteile, die bei der Operationsführung zunächst zurückgehalten werden. Sie halten sich in einem Verfügungsraum bereit, um auf Befehl eigene Stellungen zu verstärken, gegnerische Kräfte aufzufangen oder einen Gegenangriff durchzuführen.

## Grundsätze für Reserven
Die Bildung von Reserven im oder für den Kampf ist eine allgemeine taktische Forderung. Als Faustregel für die Größenordnung der Reserve werden ein Viertel bis ein Drittel der jeweiligen Truppe genannt. Vorherige Aufgabe einer Reserve kann die Verzögerung von Feindkräften sein.
Reserven halten sich gegen feindliche Aufklärung versteckt und gegen feindliche Waffenwirkung möglichst geschützt in Bereitstellungsräumen auf, die ihnen vom verantwortlichen militärischen Führer zugewiesen werden, und von denen aus sie ihre Einsatzräume schnell erreichen können. Sie dürfen nur auf Befehl des militärischen Führers eingesetzt werden, der ihre Bildung befohlen hat. Sobald eine Reserve eingesetzt wurde, ist eine neue Reserve zu bilden.
Die Aufträge für eine Reserve können sein:
- Gegenangriff gegen vordringenden oder in den ehemals eigenen Stellungen stehenden Feind.
- Verstärkung einer bereits im Einsatz befindlichen Truppe, damit diese ihren Auftrag erfüllen kann. Dazu geht die Reserve in der Verteidigung zu der zu verstärkenden Truppe in die Stellungen. Im Angriff setzt sie sich zwischen oder neben die zu verstärkende Truppe.
- Auffangen von in die Stellung eingebrochenen Feindteilen. Dazu besetzt die Reserve eine zuvor erkundete Verteidigungsstellung, die bislang noch nicht besetzt war.

Die Aufträge sind der Reserve rechtzeitig zu geben, damit diese noch vor dem Einsatz so vorbereitet werden können, dass sie auf ein Stichwort sofort ausgeführt werden können. Gewöhnlich hat eine Reserve mehrere dieser Aufträge gleichzeitig, die durch Stichwort „ausgelöst“ werden. Andere Aufträge (als die bereits im Operationsplan vorgesehenen) sollen einer Reserve nicht erteilt werden.

## Taktische, operative und strategische Reserven

### Taktische Reserven
Auf taktischer Ebene werden Reserven grundsätzlich ab Verbandsebene (Bataillon) gebildet. Diese halten meist eine Kompanie als Reserve zurück. Auch Kompanien können eine Reserve in Form eines Zuges zurückhalten. Darunter werden grundsätzlich keine Reserven gebildet. Im Gegensatz zur operativen Reserve gehören zur taktischen Reserve bis zur Regimentsebene grundsätzlich keine Unterstützungswaffen (wie Panzerjäger, Artillerie, Heeresflieger, Pioniere usw.), sondern ausschließlich Kampftruppen.

### Operative Reserven
Operative Reserven werden von Brigaden mit einem Kampftruppenbataillon gebildet.
Heeresgruppen, Armeen oder vergleichbaren Truppenkörpern, seltener auch von Korps halten einsatzbereite Truppenteile als Reserve zurück. In operativen Reserven der oberen Führungsebene befinden sich gewöhnlich Verbände ab Regimentsebene aufwärts in ihrer normalen Gliederung, also mit allen Unterstützungskomponenten wie Artillerie, Pionieren usw.

### Strategische Reserven
Je nach Deutung des Begriffs Strategie werden unter stragischer Reserve personelle und materielle Reserven verstanden, die schon in Friedenszeiten angelegt und gepflegt werden, oder aktive, verwendungsfähige Truppenteile, die keiner Front oder keinem Kriegsschauplatz zugeführt werden. Von der Bildung oder Zurückbehaltung einer strategischen Reserve im zweitgenannten Sinne wurde in der klassischen strategischen Literatur (z. B. Moltke) dringend abgeraten, da „... man für die Entscheidung nie zu stark sein kann“. Dem liegt jedoch ein anderes Kriegsbild zugrunde als in der Realität des beginnenden 21. Jahrhunderts (z. B. USA – Irak).

## Geschichte
Die Bildung von Reserven während der Schlacht in der Antike ist bis zu Alexander dem Großen nicht nachweisbar und erfolgte auch unter und nach ihm nur in Ausnahmefällen. Erst mit Einführung der Treffentaktik durch die Römer um 200 v. Chr. kann das Dritte Treffen einer Schlachtordnung regelmäßig als Schlachtreserve betrachtet werden. Von der Spätantike bis zur Neuzeit waren Reserven zumindest bei Heeren europäischer Prägung nur ausnahmsweise zu finden. Erst mit dem Wechsel von der Lineartaktik zur Kolonnentaktik wurden allgemein Reserven für die Verwendung in der Schlacht gebildet. Wegbereiter und Beispiel dieser Praxis war Napoleon, der häufig einen großen Teil seiner Kavallerie, sowie seine Garden bis zum letzten Moment (für seine Begleitung unerträglich lange) zurückhielt.